# 地球維新党
地球維新党（ちきゅういしんとう）は、平成初期に活動した、日本の政治団体。略称は「維新党」。

## 概要
1990年（平成2年）の第39回衆議院議員総選挙と1992年（平成4年）の第16回参議院議員通常選挙で候補者を擁立した、いわゆるミニ政党の1つである。議長（代表）は太田竜だが、後に政治団体としての代表には長田彫潮（彫汐）も就いている。1989年（平成元年）9月14日に政治団体の届出を行い、事務所を東京都文京区に置いた。

### 第39回衆院選（1990年）
第39回衆院選では、東京都の選挙区で太田を筆頭とする20人、埼玉県の選挙区で3人、千葉県の選挙区で2人の計25人が立候補した。東京都第8区からは、雑民党代表の東郷健が地球維新党公認で立候補した。
東京都第1区で立候補した太田は選挙公報において、「人類は地球破壊の罪を総懺悔せよ」などとして、環境破壊阻止、自然食（肉食禁止・純粋穀菜食・少食）、反家畜制度（屠殺禁止、動物実験禁止）、日本宗教界の粛清、反資本主義・反社会主義、あらゆる既存政党の全面的否定などを主張している。また、「真実の仏法に目覚め、実践しよう」、あるいは「地球維新党は真人類誕生のために宇宙憲法を制定する」などの文言も見られる。地球維新党の他の候補者も、公報での文面や力点を置く主張が各々で異なるものの、基本的には太田のものを踏襲していた。
選挙結果は、太田が僅か341票（得票率0.13％）に留まるなど、25人とも当選圏に遠く及ばず落選した。供託金も没収された。

### 第16回参院選（1992年）
第16回参院選では、議長の太田や政治団体登記上の代表である長田は出馬しなかった。比例区で1人（副議長の鈴木孝子）、選挙区で9人（東京3人、愛知2人、千葉・神奈川・大阪・岡山1人）の計10人が立候補した。
この時の地球維新党は選挙公報において反ユダヤ主義を全面的に打ち出し、28項目にわたり「ユダヤ人（パリサイ派）」を非難した。そして、前回の第39回衆院選での主張内容はほとんど見受けられない。
選挙結果は、比例区は全国で11,883票（得票率0.03％、38政党中35位）に留まり、さらに選挙区の9人の候補も当選圏に遠く及ばず、議席獲得はならなかった。
この選挙を最後に、地球維新党の目立った活動は見られない。なお太田は、1993年（平成5年）の第40回衆議院議員総選挙で第39回衆院選とは逆に、東郷が代表を務める雑民党の公認候補として東京都第5区から立候補している。